# Franco Concesi
Franco Concesi (Piacenza, 26 ottobre 1923 – 4 marzo 1970) è stato un calciatore italiano, di ruolo attaccante.

## Carriera
Crebbe nelle giovanili del Piacenza, con cui debuttò nel campionato di Serie C 1940-1941 impiegato nel ruolo di centravanti: realizzò un unico gol in 16 partite, nel contesto di una squadra ridimensionata e costruita sui giovani autoctoni. L'anno successivo venne relegato tra le riserve e disputò 3 partite, mentre nel campionato 1942-1943, tornato tra i titolari, fu il capocannoniere della squadra, con 8 reti in 10 presenze.
Dopo la fine della guerra, riprese l'attività sempre nel Piacenza, impegnato nel campionato di Serie B-C Alta Italia 1945-1946. Con la formazione biancorossa si alternava con Carlo Di Tullio nel ruolo di ala sinistra, totalizzando 13 presenze e 3 reti. Nell'estate 1946 venne messo in lista di trasferimento, e si trasferì al Parma, sempre in Serie B; qui disputò due stagioni, la prima da titolare con 24 presenze e 9 reti, e la seconda da rincalzo, con 3 presenze.
Al termine della stagione abbandonò definitivamente il calcio e si trasferì in Brasile, dove lavorava in diverse imprese di costruzioni grazie al proprio diploma da geometra.